# 台灣松本清
台灣松本清是日本連鎖藥妝企業松本清於台灣成立的連鎖藥妝品牌。

## 歷史
2018年1月，由日本最大連鎖藥妝店松本清在台灣成立。
2018年10月4日，松本清台灣首店忠孝敦化店開幕。
2021年10月7日，松本清在大直美麗華美麗華店開幕。
2021年11月30日，松本清西門峨嵋店將正式歇業。
2021年12月24日，松本清新北第1家（全台第18家）門市新埔三猿店開幕。

## 店舖資訊

### 臺灣
| 縣市   | 地點   | 名稱                                         |
| 台北市 | 大安區 | 忠孝敦化店                                   |
| 台北市 | 中山區 | 誠品南西店 (誠品生活南西店B1F)               |
| 台北市 | 中山區 | 行天宮店                                     |
| 台北市 | 南港區 | CITYLINK南港店 (CITYLINK南港店B棟1F)         |
| 台北市 | 信義區 | 微風信義店 (微風信義B1F)                     |
| 台北市 | 松山區 | 微風南京店 (微風南京B1F)                     |
| 台北市 | 中正區 | 微風台北車站店 (微風台北車站B1F)             |
| 台北市 | 中正區 | 北車板南店                                   |
| 台北市 | 信義區 | 微風南山店 (微風南山3F)                      |
| 台北市 | 中山區 | 美麗華店 （美麗華百樂園B1F)                  |
| 台北市 | 信義區 | CITYLINK松山店 (CITYLINK松山店1F)            |
| 台北市 | 士林區 | 高島屋店 (大葉高島屋B1F)                     |
| 新北市 | 板橋區 | 新埔三猿店（台北捷運板南線新埔站三猿廣場B1F) |
| 新北市 | 板橋區 | 板橋高鐵店                                   |
| 新北市 | 樹林區 | 秀泰樹林店 (秀泰廣場樹林店 1F)               |
| 新北市 | 新店區 | 誠品生活新店                                 |
| 桃園市 | 中壢區 | 桃園高鐵店（高鐵桃園站1F)                    |
| 桃園市 | 桃園區 | 桃園統領店（統領廣場1F)                      |
| 新竹市 | 東區   | 新竹巨城店 (Big City遠東巨城購物中心B1F)     |
| 台中市 | 西區   | 勤美誠品店 (勤美誠品綠園道B2F)               |
| 台中市 | 東區   | LaLaport 台中店 (LaLaport台中店南館B1F)      |
| 台中市 | 西屯區 | 誠品480店（誠品生活480 B1F)                  |
| 高雄市 | 左營區 | 漢神巨蛋店 (漢神巨蛋B1F)                     |

## 外部連結
- 台灣松本清 Matsumotokiyoshi （页面存档备份，存于）
- Matsumotokiyoshi 松本清的Facebook專頁
- Matsumoto Kiyoshi 台灣松本清的Instagram帳戶
- 台灣公司資料 （页面存档备份，存于）